# Harrows Law
Der Harrows Law ist ein Hügel in den Pentland Hills. Die 414 m hohe Erhebung liegt an deren Westflanke im Süden der rund 25 km langen Hügelkette in der schottischen Council Area South Lanarkshire.
Die nächstgelegene Ortschaft ist das rund 3,5 Kilometer nordwestlich gelegene Tarbrax. West Linton ist zehn Kilometer östlich vor der Ostflanke der Hügelkette gelegen. Zu den umgebenden Hügeln zählen der Black Birn im Nordosten, der Henshaw Hill im Norden, Darlees Rig im Osten, Bleak Law im Südosten sowie der Left Law im Süden.

## Umgebung
Auf der Kuppe des Harrows Law befindet sich ein Cairn. Er gehört zu einer Gruppe von Cairns in der Umgebung, die aus verhältnismäßig großen Steinen aufgebaut ist. Da diese Cairns auf älteren Karten nicht verzeichnet sind, werden sie auf die zweite Hälfte des 19. Jahrhunderts datiert und besitzen somit keine historische Bedeutung.
An der Westflanke entspringt ein Bach, welcher den entlang der Westflanke der Pentland Hills verlaufenden North Medwin speist. Von der Ostflanke geht hingegen ein Bach ab, der im Osten in den South Medwin mündet.